# Skeppshamns kapell
Skeppshamns kapell är ett kapell som ligger på Åstholmen i Timrå kommun. Det tillhör Tynderö församling i Härnösands stift.

## Kapellet
Ett tidigare kapell var byggt år 1624, men övergavs. Nuvarande kapell uppfördes år 1768 och första gudstjänsten hölls 25 juli 1769, men först år 1788 var byggnaden fullt inredd och målad.
Kapellet är uppfört av trä och består av ett rektangulärt långhus med ett vapenhus framför västra kortväggen. Byggnaden är knuttimrad och står på en sockel av gråsten. Ytterväggarna är klädda med stående rödmålad locklistpanel. Knutar och vindskivor är vitmålade. Yttertaket är täckt med spån. Vid långhusets västra gavel, ovanför vapenhuset, finns en klockbock med kyrkklocka. På klockbockens flöjel finns årtalet 1788. På östra taknocken sitter ett vitmålat kors.
Kyrkorummet har ett golv av trä som är ett trappsteg högre i koret. Bänkinredningen är öppen. Längst fram i mittgången finns två pyramider som tillsammans med ett rikt skulpterat korskrank avskiljer koret från övriga kyrkorummet. Innertaket har en öppen takstol.

## Inventarier
Altartavlan, som skildrar Jesu dop, var en gåva från fem Gävlefiskare. Predikstolen från år 1669 och ett krucifix från 1400-talet köptes in från Ljustorps kyrka någon gång åren 1770-1771. I kapellet finns idag kopior av dessa föremål eftersom originalen blivit stulna. Bara krucifixet från 1400-talet har återfunnits.

### Bokkällor
- Cornell, Henrik; Rappe, Axel (1939). Medelpad. H. 2, Kyrkor i Ljustorps, Indals samt Medelpads västra domsagas tingslag  : konsthistoriskt inventarium. Sveriges kyrkor, 99-0108065-7 ; 47. Stockholm: Generalstabens litografiska anstalt. sid. 143-155. Libris 19512953. http://kulturarvsdata.se/raa/samla/html/6892

### Webbkällor
- byggnadspresentation
- skeppshamn.com